# Szádudvarnok
Szádudvarnok (szlovákul: Zádielske Dvorníky) Méhészudvarnok településrésze, egykor önálló falu Szlovákiában, a Kassai kerület Kassa-vidéki járásában.

## Fekvése
Kassától délnyugatra 37 km-re, a magyar határ mellett fekszik.

## Története
A területén a régészeti leletek tanúsága szerint már az újkőkorban és a korai bronzkorban is éltek emberek.
A 13. században királyi birtokként Torna várának uradalmához tartozott. Szádudvarnokot 1314-ben említik először, a 14. században több birtokosa volt. 1440-től Bebek Imre tulajdona, majd a Giskra János vezette husziták foglalják el. 1476-tól a Szapolyai családé, majd 1536-tól ismét a Bebekeké.1598-ban 52 lakott és 5 lakatlan ház állt a településen. 1617-ben Keglevich Miksa vásárolta meg. A 18. században magyar-szlovák vegyes lakosságú falu magyar többséggel. 1828-ban 89 házában 698 lakosa volt, többségben római katolikusok.
A 18. század végén Vályi András így ír róla: „UDVARNOK. Magyar falu Torna Várm. fekszik Tornához 1/2 órányira; határja középszerű."
Fényes Elek geográfiai szótórában: „Udvarnok, Abauj-Torna vm. magyar falu, Tornához nyugotra 1/2 mfldnyire, 547 kath., 74 reform. lak. Termékeny határ. Juhtenyésztés. Vendégfogadó. Vizimalom. Szőlőhegy. Sok urasági épület. F. u. gr. Keglevich. Ut. p. Rosnyó."
Borovszky monográfiasorozatának Abaúj-Torna vármegyét tárgyaló része szerint: „Udvarnok 84 házzal, 487 magyar lakossal. Postája és táviró állomása Torna. A község neve állitólag Béla idejéből származik, s udvari szolgái laktak volna ott. Ugyanez időből ered a hagyomány szerint egy határában levő hegynek is a neve, melyet Őrhegynek, egyik dülője, melyet Tatárdülőnek neveznek."
1910-ben 442-en, túlnyomórészt magyarok lakták. A trianoni diktátumig Abaúj-Torna vármegye Tornai járásához tartozott. 1938 és 1945 között újra Magyarország része.
1964-ben vonták össze Méhésszel és Szádelővel.

## Nevezetességei
Nagyboldogasszony tiszteletére szentelt, római katolikus temploma.

## Iskola
- A Szent István Egyházi Általános Iskolát 2011-ben alapították. Előző iskolája 1854 és 1944 között állt fenn.

## Lásd még
- Szádudvarnokméhész
- Méhész

## Külső hivatkozások
- Méhészudvarnok község hivatalos oldala Archiválva 2006. július 21-i dátummal a Wayback Machine-ben
- E-obce.sk Archiválva 2006. december 1-i dátummal a Wayback Machine-ben
- A régió honlapján[halott link]
- Községinfó
- Szádudvarnok Szlovákia térképén